# Sornaichean Coir’ Fhinn

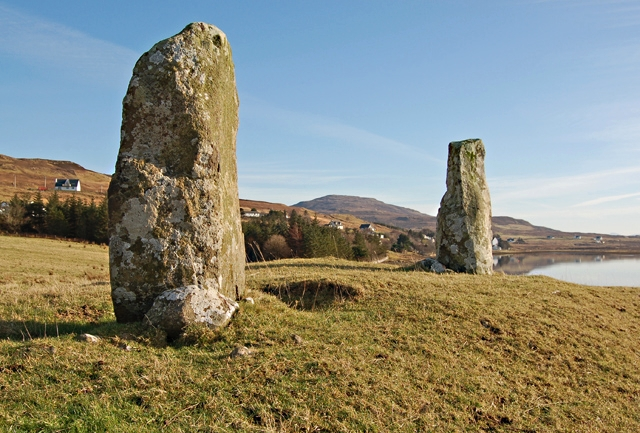
Sornaichean Coir’ Fhinn

Das Menhirpaar (englisch Standing stones) Sornaichean Coir’ Fhinn (auch Eyre Alignment genannt), zu dem wahrscheinlich noch ein dritter Stein gehörte, sodass es sich um eine Steinreihe handelte, steht nahe der Klippe am „Loch Eyre“, in der Nähe von Kensaleyre auf der Halbinsel Trotternish auf der Insel Skye in Schottland sichtbar. Die beiden Steine stehen etwa 4,0 m voneinander entfernt und sind etwa 1,65 m hoch.
Eine lokale Überlieferung besagt, dass sie von dem keltischen Sagenkönig Fingal und seinen Jägern errichtet wurden, um einen Topf aufhängen zu können, in dem Rehe über einem Feuer gebraten wurden. 
Der Zugang zur Weide, auf der die von Flechten bedeckten Steine stehen, erfolgt durch ein Tor an der A87. 